# Baltazar Sarbiewski
Baltazar (Balcer) Sarbiewski herbu Prawdzic – sędzia ziemski ciechanowski, miecznik ciechanowski.
Poseł na sejm 1639 roku. Poseł na sejm 1643 roku, wyznaczony na tym sejmie na komisarza do ustanowienia ceł. W czasie elekcji 1648 roku został sędzią generalnego sądu kapturowego. Poseł na sejm 1649/1650 roku z sejmiku ciechanowskiego województwa mazowieckiego.